# Allen Glick
Allen R. Glick (* 11. April 1942) ist ein ehemaliger US-amerikanischer Kasinobesitzer in Las Vegas, der in Deutschland insbesondere durch den Film Casino bekannt wurde, der sich mit der Unterwanderung von Las Vegas durch das organisierte Verbrechen beschäftigt.
Die Filmfigur Philip Greene fungiert dabei als Strohmann zu Mobstern der La Cosa Nostra und soll auf der Person von Glick basieren. Glick gilt als eine der Schlüsselfiguren bei der Unterwanderung und Abschöpfung der Spielbanken in Las Vegas in den 1970er Jahren. Glick nahm für sich in Anspruch, nichts von den Mafiahintergründen gewusst und keine Kontrolle über die Vorgänge gehabt zu haben. Er stellte sich letztlich ab 1982 als Kronzeuge zur Verfügung.

## Leben

### Frühe Jahre
Glick wurde an der Ohio State University ausgebildet und war ein Klassenkamerad von Joseph Balistrieri, dem Sohn des Bosses der La Cosa Nostra in Milwaukee Frank Peter Balistrieri, der später seinem Vater als Anwalt zur Seite stand.
Glick wechselte später an die Case Western Reserve Law School und arbeitete im Vietnamkrieg als Nachrichtenoffizier, war ausgebildeter Hubschrauberpilot und wurde ehrenvoll aus der Armee entlassen. Glick war danach ab 1971 in der Immobilienbranche tätig und hatte sich auf Eigentumswohnungen spezialisiert. Auf diese Weise erzielte er bereits ein Einkommen von 800 US-Dollar pro Monat.

### Las Vegas
1972 lernte Allen Glick Edward Buccieri kennen und bot ihm das King’s Castle Casino in Lake Tahoe an. Buccieri war ein entfernter Verwandter von Fiore „Fifi“ Buccieri und einer der Bosse im Caesars Palace. Buccieri machte Glick mit Al Baron und Frank Ranney bekannt; 1973 ging Glick mit drei Partnern nach Las Vegas und erwarb das insolvente Kasinohotel Hacienda für drei Mio. US-Dollar.
1974 stand das Stardust und das Fremont, das zur selben Gesellschaft wie das Stardust gehörte, zum Verkauf, da die Gesellschafter beider Kasinos unter großem finanziellen Druck standen. Dabei sollte die gleiche Finanzierung angewendet werden, wie beim Hacienda; d. h. die Gelder stammten aus dem Central States Pension Fund der Teamsters-Gewerkschaft. Und so kaufte Glick 1974 für 65 Millionen US-Dollar aus Gewerkschaftsmitteln beide Objekte und integrierte sie in seine Argent Cooperation (Allen R. Glick Enterprises).
Der Kontakt wurde dabei über offizielle Kanäle der Teamsters zu Frank Balistrieri geleitet, dem Boss von Milwaukee, der dann Nick Civella kontaktierte und der Fondsverwalter Roy Williams dann praktisch nur noch unterschreiben musste. Geschäftsführer des Fonds war Allen Dorfman, dessen Stiefvater Paul Dorfmann ein enger Verbündeter von Jimmy Hoffa gewesen war. Insbesondere gilt diese Form der Finanzierung für die Kasinos Aladdin, Circus Circus, The Sands, Dunes und Tropicana.
Im Gegenzug installierten Bosse wie Joseph Aiuppa, Boss des Chicago Outfits, oder Frank Balistrieri ihre Männer und so repräsentierte insbesondere Frank „Lefty“ Rosenthal den eigentlichen „Chief Executive Officer“ (CEO) des Kasinos und nicht Glick, der von Frank Balistrieri instruiert wurde, Rosenthal als CEO der Nevada-Aktivitäten und aller Argent-Kasinos einzusetzen. Für die Bosse der La Cosa Nostra sollte Rosenthal alle Freiheiten bekommen, die er brauchte, um die Kasinos nach seinen Vorstellungen zu leiten und damit die Einnahmen zu maximieren, die dann – an der Steuer vorbei – abgeschöpft (amerikanisch „skimming“) werden konnten.

### Probleme und Morde
1975 begann Buccieri nun Glick mit Geldforderungen zu belästigen; er forderte für seine Vermittlung einen „Finderlohn“ für das Hacienda von 30 bis 50.000 US-Dollar. Buccieri versuchte seine Forderung sogar gewaltsam durchzusetzen und packte Glick bei einem Treffen im Hacienda und schlug ihn. Eine Woche später wurde Buccieri mit fünf Schusswunden tot aufgefunden; Frank Balistieri hatte Anthony Spilotro mit dem Mord beauftragt, da er Buccieri ohnehin für einen Informanten gehalten hatte.
Glick stand im Fokus der Presse, die ihn wegen seiner fehlenden Erfahrung und überzogenen Seriosität angriff. Er stand in Verdacht, seine Kontakte zum Central States Pension Fund benutzt zu haben, um dritten Personen Kredite zu verschaffen, die nicht zurückgezahlt wurden, oder sogar Zahlungen des Fonds in die eigene Tasche abgezweigt zu haben. Aus einer solchen Aktion ging z. B. auch eine Partnerschaft mit Tamara Rand hervor, die versuchte, jährlich 100.000 US-Dollar aus dem Hacienda abzuziehen und damit zum Problem für die Cosa Nostra wurde.
Sie wurde am 9. November 1975 ebenfalls durch Spilotro mit Hilfe des Killers Frank Bompensiero in der Küche ihres Hauses in Mission Hills ermordet. Rand hatte selbst Mittel aus dem Pensionsfonds der Gewerkschaft erhalten und war nun offenbar bereit, vor den Behörden als Pentito auszusagen. Eine Woche vor ihrem Tod hatte sie mit Glick einen Streit; unklar ist, ob sie Glick einen Zwei-Millionen-US-Dollar-„Kick-back“ (amerikanisch für illegale Geldzahlung, die verdeckt „unterm Tisch“ geleistet wird) oder sogar die Rückzahlung des gesamten Kredites verweigerte. Glick selbst soll Joseph Aiuppa vom Chicago Outfit über die Aussagebereitschaft von Rand informiert haben und dieser gab dann den Mordbefehl, um das Problem zu beseitigen.
Öffentlich wurde Glicks Rolle als Strohmann, als 1975 Frank Rosenthal der US-amerikanischen Wirtschaftszeitung Business Week in einem Interview erklärte: „Glick is the financial end, but policy comes from my office“ („Glick ist für die Finanzen verantwortlich, aber die Befehle kommen aus meinem Büro“). 
Das Problem dieser Aussage war dabei, dass die Glücksspielbehörde von Las Vegas schon seit Jahren versuchte, Rosenthal genau dabei zu überführen, dass er ohne die nötige Lizenz das Stardust leitete. Durch dieses Interview hatten sie den Beweis für ihre Vermutung erhalten. Es stand nun für sie fest, dass Rosenthal eigentlich eine Lizenz hätte beantragen müssen. Anfang 1976 musste Frank „Lefty“ Rosenthal sich deshalb einer Lizenzanhörung unterziehen, die er zunächst nicht bestand. Die Argent Cooperation von Glick war deshalb kurzzeitig gezwungen, die Videoüberwachung des Kasinos in das Haus von Rosenthal weiterzuleiten, damit dieser von dort aus die Kontrolle über das Kasino nicht ganz verlor.

### Das Ende der Argent Cooperation
Glick wurde mit dem Mord an Rand in Verbindung gebracht; außerdem lief seit Ende 1976 eine polizeiliche Untersuchung, die im Stardust das aufgeflogene „Skimming“ bei Einnahmen aus den Slot-Machines (einarmigen Banditen) untersuchte. Die Bosse der Cosa Nostra beauftragten Frank Rosenthal, Glick ein Angebot zu unterbreiten, indem entweder Glick die Bosse mit einer Millionenabfindung ausbezahlen sollte oder er selbst als Gesellschafter ausscheiden sollte. Rosenthal sollte dann zum „Chairman of the Board“ (Vorstandsvorsitzender) gemacht werden. Zunächst lehnte Glick beides ab.
Als das Nevada Gaming Control Board Unregelmäßigkeiten in den Büchern der Argent Cooperation entdeckte, kam des Ende für Glick in Las Vegas. Glick verlor seine Lizenz und verkaufte 1979 seine Kasinoanteile an Allen D. Sachs; einen langjährigen Partner des Kosher Nostras Moe Dalitz.
Das Ende für die Argent Cooperation und das „Skimming“ der Kasinos kam jedoch von einer anderen Seite. Im Jahr 1978 wurde eine Wanze in der Pizzeria „Villa Capri Pizzeria“ in Kansas City angebracht, um Informationen über einen Mord aus dem Jahr 1973 zu bekommen. Das Geschäft fungierte als Treffpunkt von Nick Civella, dem Boss in Kansas City und seinem Underboss Carl DeLuna. Aber anstatt Informationen über den Mord zu bekommen, hörten die lokalen FBI Agenten, wie Civella, DeLuna und andere hochrangige Mitglieder der Familien der La Cosa Nostra darüber diskutierten, welches Casino als Nächstes gekauft werden sollte, oder was mit Allen R. Glick geschehen sollte.
Glick wurde ein Pentito und stellte sich als Kronzeuge zur Verfügung.  1982 bewegte David Helfrey, Kopf der „Organized Crime Strike Force“, ihn zu einer Aussage gegen zahlreiche Mobster.
Die Aussagen von Glick 1984 vor Gericht belegten die entsprechenden Tonbandaufnahmen des FBI, welche in Chicago, Cleveland, Kansas City und Milwaukee bei den führenden Mobstern aufgezeichnet werden konnten. Es konnte nachgewiesen werden, auf welche Weise es möglich war von 1974 bis 1979 zwei Mio. US-Dollar abzuziehen. Noch bevor der Prozess beendet werden konnte, bekannten sich die Angeklagten Carl DeLuna und Frank Peter Balistrieri einer Verschwörung für schuldig; mangels Beweisen für den Gesamtkomplex wurden sie jedoch am 6. Januar 1986 freigesprochen.
Allerdings war 1984 Frank Balistrieri zu 13 Jahren Haft verurteilt worden.
Am 6. Januar 1986 folgten Joseph Aiuppa, John Cerone, Angelo Pietra, Joseph Lombardo und Milton Rockman, die für schuldig befunden wurden.

### Ende der Kasino-Ära
Das Ende von Argent markiert auch das Ende der „Goldenen Ära“ in Las Vegas und das Ende der Teamsters-Kredite sowie des Einflusses der Cosa Nostra allgemein.
Allen Glick ging nach Kalifornien zurück und ist dort wieder im Immobilienhandel tätig. Er soll auch wieder an einigen Kasinos auf den Philippinen und Costa Rica beteiligt sein.

## Adaptionen
- 1995: Im US-amerikanischen Film Casino  floss seine Rolle in den Charakter Philip Green ein, der von Kevin Pollak dargestellt wurde.
- 2000: Außerdem trat Glick in der Episode 52: Vegas and the Mob der Dokumentationsreihe von American Justice von A&E Network auf.